# Urneidophycidae
Urneidophycidae, podrazred alga kremenjašica opisan 2016. dio je razreda Bacillariophyceae. Postoje tri reda sa 181 vrstom

## Porodice
1. Plagiogrammales E.J.Cox, 2015
2. Rhaphoneidales Round in Round & al., 1990
3. Striatellales Round

## Drugi projekti
|  | Zajednički poslužitelj ima još gradiva o temi Urneidophycidae |
|  | Wikivrste imaju podatke o taksonu Urneidophycidae             |